# 田代綾夏
田代 綾夏（たしろ あやか、1988年7月10日 - ）は、日本の元レースクイーン、元女性モデル、元グラビアアイドル。引退時の所属事務所はアンドエム。過去にクラッチワーク→EBAプロダクション→ネットアージュに所属していた。愛称は「あやちゃい」、「ちゃんあや」、「あやしゃす」。
2014年4月より「城田 あや（しろた あや）」に改名した。2018年3月31日を以って芸能界を引退した。

## 来歴
秋田県出身の父と宮城県仙台市出身の母の下に生まれ、埼玉県で育つ。本籍は秋田県であるが、一部メディアによっては埼玉県出身と書かれているものもある。
2008年10月、「ミス・インターナショナル2009」日本代表選出大会にエントリーするも受賞はならず。2011年には「ミス東スポ2012」にエントリーされたが、受賞は果たせなかった。
2014年3月いっぱいでネットアージュを退所。同年4月から「城田 あや」に改名しアンドエムに所属。
2015年1月、東京スポーツ主催の「ミス東スポ2015」でグランプリを受賞。
2018年3月1日の自身のブログで、同月末を以ってアンドエムとの契約満了と同時に芸能界を引退することを発表した。

## 人物
- 趣味は買い物、音楽鑑賞、人間観察。
- 4人兄妹の一番上で、弟が3人いる[10]。
- 小学4年から中学3年までバスケットボール部に在籍。中学3年時には部長を務めたこともある[11]。

## 主な活動

### レースクイーン、イメージガール
- 2007年 - 2008年：D1グランプリイメージガール「D Sign」
- 2010年：SUPER GT「RIRE RACING GALS」[12]
- 2012年：SUPER GT「PUMA MOTORSPORT CREW」
- 2013年：SUPER GT「Weds Sport RACING PROJECT BANDOHレースクイーン」[5]
- 2013年：テレボートカップイメージガール「テレガール」5期生[13]

### イベント出演
- 東京ゲームショウ「GREEブース」（2011年、2012年）
- シュートボクシング「SHOOT the SHOOTO 2011」ラウンドガール（2011年11月6日）[14]
- 東京オートサロン
  - 「RAYBRIGブース」コンパニオン（2012年）
  - 「WALDブース」（2013年）

## 作品

### イメージビデオ
- First Mission（2014年5月9日、キングダム）
- Cutie Lips（2014年7月4日、キングダム）
- Candy Magic（2014年11月7日、キングダム）
- JINJINしちゃう（2015年1月9日、キングダム）
- 同級生の彼が大好き（2015年9月18日、イーネット・フロンティア）
- Ah，Yeah！（2016年2月19日、デジプラン）

## 関連人物
- 菊地亜沙美
かつてプラチナムプロダクションに所属していたタレント。D Signで2年間一緒だった。
- 佐野真彩
田代のネットアージュ所属時代に田代と所属が同じであったレースクイーン（現在はプラチナムプロダクション所属）。2013年のWeds SportのRQで一緒だった他、プライベートでも仲良しである[15][16]。
- 佐崎愛里
2010年のRIRE RACING GALSで共演。かつて田代のネットアージュ所属時代に田代と所属が同じであったが、現在はイー・スマイルに移籍している。